# Leo Taussig
Leo Taussig (geboren am 1. Dezember 1884 in Tlustiz bei  Horschowitz; † im Oktober 1944 im KZ Auschwitz) war ein österreichisch-tschechischer Universitätsprofessor mit den Fachgebieten Neurologie und Psychologie, der Opfer des Holocaust wurde.

## Leben
Taussig absolvierte nach dem Abschluss seiner gymnasialen Schullaufbahn ein Studium der Medizin an der Karls-Universität, wo er 1908 promoviert wurde. Ab 1910 war er als Assistent an der psychiatrischen Klinik der tschechischen Universität Prag beschäftigt, unterbrochen von seiner Teilnahme als Regimentsarzt am Ersten Weltkrieg. Er wurde mit dem Ritterkreuz des Franz-Joseph-Ordens mit Schwertern ausgezeichnet. Nach Kriegsende habilitierte er sich. Ab 1930 wirkte er als außerordentlicher Professor für Psychologie und Neurologie an der  tschechischen Universität in Prag. Er war Autor zahlreicher Fachpublikationen.
Ende Dezember 1942 wurde Taussig in das Ghetto Theresienstadt deportiert, wo er als Arzt in der psychiatrischen Abteilung des Ghettokrankenhauses arbeiten musste. Im Oktober 1944 wurde Taussig in das KZ Auschwitz-Birkenau mit einem Transport verbracht und dort ermordet.